# Classe Antarès
La classe Antarès est une série de bâtiment remorqueur de sonars (BRS) de la Marine nationale française. Ils ont été construits entre 1992 et 1994 par les chantiers de la Socarenam.

## Caractéristiques
Les bâtiments remorqueurs de sonars (BRS) sont équipés pour remorquer 2 sonars de chasse aux mines pour la surveillance des fonds jusqu'à 80 mètres. Ils sont également utilisés pour l'instruction à la navigation.

## Liste des navires de la classe
| Nom       | N°   | Mise sur cales   | Mise à l'eau     | Mise en service  | Base navale |
| --------- | ---- | ---------------- | ---------------- | ---------------- | ----------- |
| Antarès   | M770 | 8 décembre 1992  | 4 juin 1993      | 15 décembre 1993 | Brest       |
| Altaïr    | M771 | 7 juin 1993      | 15 novembre 1993 | 9 juillet 1994   | Brest       |
| Aldébaran | M772 | 15 novembre 1993 | 11 février 1994  | 10 mars 1994     | Brest       |